# Cryptaspasma querula
Cryptaspasma querula es una especie de polilla del género Cryptaspasma, categorizada en la tribu Microcorsini, de la subfamilia Olethreutinae.

## Distribución
Se distribuye por Nueva Zelanda.

## Taxonomía
Fue descrita por Meyrick en 1912 y publicada en (Eucosma), Trans. Proc. New Zealand Inst. 44: 125.